# Wachturm Łutowiec

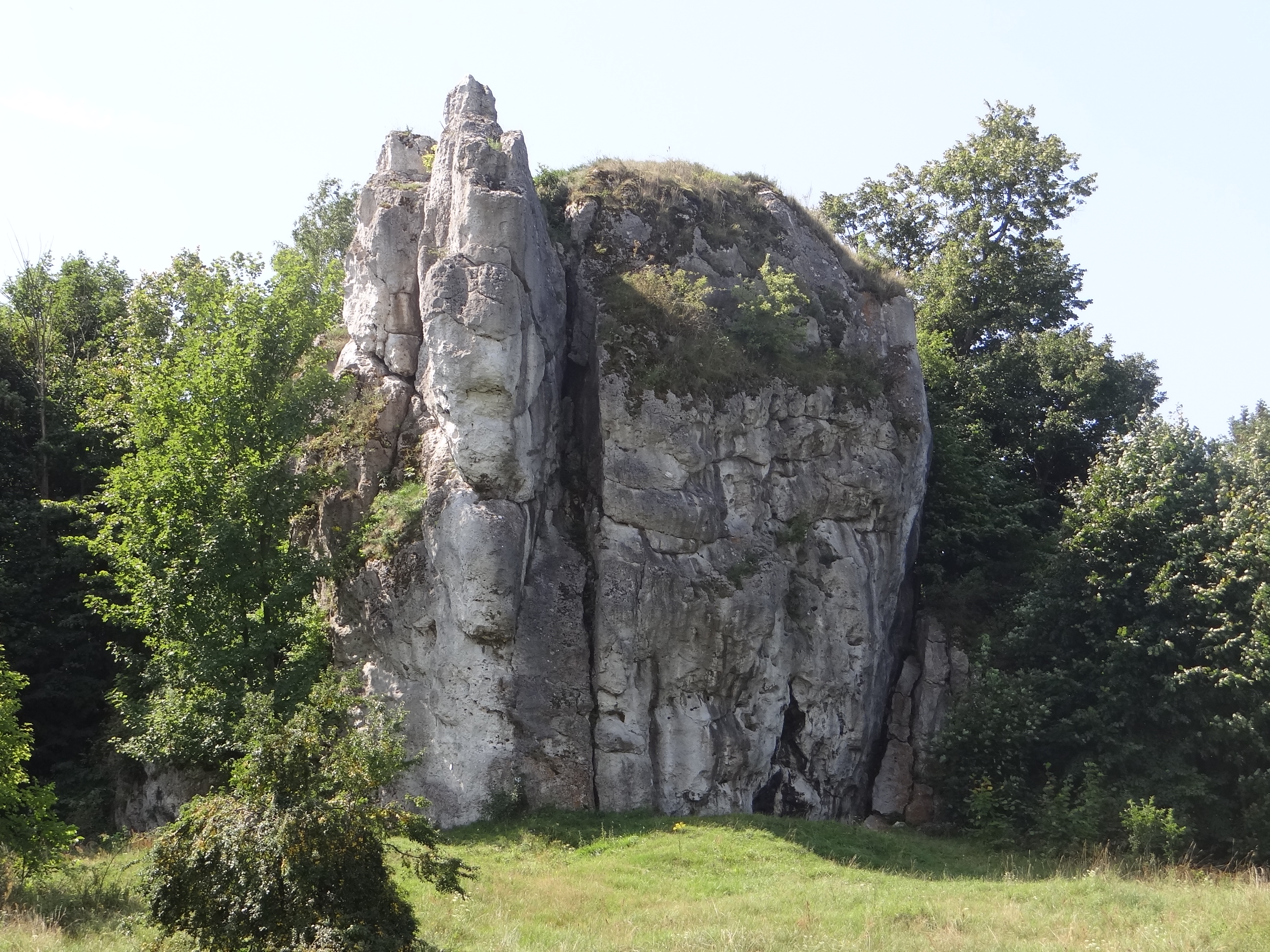
Felsen, auf dem der Wachturm stand

Die Wachturm Łutowiec (polnisch: Strażnica Łutowiec) ist eine Burgruine in Łutowiec unweit von Myszków im Gebirgszug des Krakau-Tschenstochauer Juras. Die Burg gehört zu den Adlerhorst-Burgen, die im 14. Jahrhundert die Grenze zwischen dem Königreich Polen und dem Heiligen Römischen Reich sicherten. Sie liegt heute in der Woiwodschaft Schlesien, gehört jedoch historisch zu Kleinpolen.

## Geschichte
Der Wachturm wurde im 14. Jahrhundert entweder von König Kasimir dem Großen oder vom Herzog Ladislaus von Oppeln auf einem weithin sichtbaren Felsen errichtet. Die Anlage wurde von einer Mauer und einem Burggraben umgeben. Sie wurde um 1500 aufgegeben bzw. zerstört. Derzeit sind nur die Fundamente und Mauerreste des Wachturms erhalten. 